# Cologne Centurions 2021
Questa voce raccoglie le informazioni riguardanti i Cologne Centurions nelle competizioni ufficiali della stagione 2021.

## Roster
| Roster dei Cologne Centurions (2021) |
| --- |
| Quarterback - 6 Jannik Nowak - 12 Jan Weinreich Running Back - 4 Glody Ngovo - 9 Christopher Ezeala - 15 René Berres FB/TE - 26 Andre Frisch - 28 Madre London - 43 Patrick Poetsch FB Wide Receiver - 1 Quinten Pounds - 10 Justin Schlesinger - 11 Noah Aarass - 13 Jannik Loercks - 14 Ramin Akhlaghi - 18 Kai Schiffer - 19 Moritz Schippe - 81 Valentin Rödiger - 85 Michael Ofosuhene Tight End - 86 Leroy Stryewski - 87 Florian Eichhorn Offensive Linemen - 61 Malik Becker - 63 Jan-Niclas Delback - 68 Nick Wiens - 69 Hannes Darley - 72 Tom Maier - 73 Fabian Kratz - 76 Florian Kallwitz - 78 Fred Weinreich Defensive Linemen - 29 Matthias Banjaqui - 54 Maximilian Oebels - 55 Julian Völker - 90 Arkady Naus - 91 Roman Sellung - 92 Ramy Mohamed - 93 Simon Gavanda - 94 Benjo Cerimagic - 96 Matz Peters - 99 Junior De Souza Briele - Mike Taylor III Linebacker - 3 Thiadric Hansen - 5 Sydney Amadu - 44 Marius Kensy - 47 Niklas Liesen - 48 Kasper Bongaerts - 58 Lennart Weitz Defensive Back - 8 Paul Steffen - 20 Jannik Seibel - 21 René Hanssen - 22 Tufan Yagmur - 23 Till Janssen - 24 Dartez Jacobs - 32 Richard Grooten - 34 Dennis Laas Special Team - 2 Daniel Schuhmacher K Coaching staff Kirk Heidelberg (HC) |

## European League of Football 2021

### Stagione regolare
| Arbitri: | Walentynowicz Klimes Walentynowicz Pachulski Simon Hameder Kriesman |

| |           | |
| Mazan Q1 (TD) 18yd pass from O'Connor Pańczyszyn Q1 (pat) Robinson Q1 (TD) 40yd interception return Pańczyszyn Q1 (pat) Pasqualini Q2 (TD) 45yd pass from O'Connor Pańczyszyn Q2 (pat) Banat Q3 (TD) 32yd pass from O'Connor Pańczyszyn Q3 (pat) Pańczyszyn Q3 (FG) 34yd Zięba Q3 (TD) 6yd pass from O'Connor Pańczyszyn Q3 (pat) Banat Q4 (TD) 11yd pass from O'Connor Pańczyszyn Q4 (pat) Pańczyszyn Q4 (FG) 26yd Mazan Q4 (TD) 4yd run Pańczyszyn Q4 (pat) | Marcatori | Aarass Q2 (TD) 0yd fumble recovery Ezeala Q2 (pat) Ezeala Q2 (TD) 10yd pass from J. Weinreich Schuhmacher Q2 (pat) London Q3 (TD) 72yd run Schuhmacher Q3 (pat) Aarass Q3 (TD) 13yd pass from J. Weinreich London Q4 (TD) 61yd run London Q4 (TD) 38yd run |

| Arbitri: | T. Denker T. Graage R. Lewis M. Exposito A. Flaisch-J. M. Hoffmann A. Sourdrille |

| |           |                                                                                               |
| London 14':53" Q2 (TD) 9yd run Schuhmacher Q2 (pat) Pounds 0':06" Q2 (TD) 35yd pass from J. Weinreich Schuhmacher Q2 (pat) London 11':03" Q3 (TD) 65yd run Schuhmacher Q3 (pat) J. Weinreich 3':58" Q3 (TD) 1yd run London 0':07" Q3 (TD) 36yd run London 9':42" Q4 (TD) 75yd run Schuhmacher Q4 (pat) | Marcatori | Flores 11':32" Q3 (TD) 24yd pass from Edwards Bertellin 1':10" Q3 (TD) 25yd pass from Edwards |

| Lipsia 4 luglio 2021, ore 15:00 3ª giornata | Leipzig Kings | 47 – 48 (7-14 14-13 19-7 7-14) referto | Cologne Centurions | Alfred-Kunze-Sportpark |
| Jalloh 13':20" Q1 ( TD ) 68yd pass from Awini Ulbrich Q1 ( pat ) Knüttel 4':12" Q2 ( TD ) 55yd pass from Awini Sobowale 1':10" Q2 ( TD ) 12yd run Jalloh Q2 ( tpc ) pass from Awini Dablé-Wolf 11':54" Q3 ( TD ) 20yd pass from Awini Sobowale 6':44" Q3 ( TD ) 28yd run Ulbrich Q3 ( pat ) Dablé-Wolf 0':49" Q3 ( TD ) 43yd pass from Awini Awini 8':20" Q4 ( TD ) 3yd run Ulbrich Q4 ( pat ) Marcatori Pounds 12':04" Q1 ( TD ) 50yd pass from J. Weinreich Schuhmacher Q1 ( pat ) London 7':14" Q1 ( TD ) 3yd run Schuhmacher Q1 ( pat ) Poetsch 11':57" Q2 ( TD ) 3yd run Schuhmacher Q2 ( pat ) London 3':10" Q2 ( TD ) 60yd run London 2':21" Q3 ( TD ) 1yd run Schuhmacher Q3 ( pat ) London 14':18" Q4 ( TD ) 6yd run Eichhorn 7':02" Q4 ( TD ) 57yd pass from J. Weinreich J. Weinreich Q4 ( tpc ) pass from J. Weinreich |               | |                    |                        |
| |               | |                    |                        |
| Jalloh 13':20" Q1 (TD) 68yd pass from Awini Ulbrich Q1 (pat) Knüttel 4':12" Q2 (TD) 55yd pass from Awini Sobowale 1':10" Q2 (TD) 12yd run Jalloh Q2 (tpc) pass from Awini Dablé-Wolf 11':54" Q3 (TD) 20yd pass from Awini Sobowale 6':44" Q3 (TD) 28yd run Ulbrich Q3 (pat) Dablé-Wolf 0':49" Q3 (TD) 43yd pass from Awini 8':20" Q4 (TD) 3yd run Ulbrich Q4 (pat) | Marcatori     | Pounds 12':04" Q1 (TD) 50yd pass from J. Weinreich Schuhmacher Q1 (pat) London 7':14" Q1 (TD) 3yd run Schuhmacher Q1 (pat) Poetsch 11':57" Q2 (TD) 3yd run Schuhmacher Q2 (pat) London 3':10" Q2 (TD) 60yd run London 2':21" Q3 (TD) 1yd run Schuhmacher Q3 (pat) London 14':18" Q4 (TD) 6yd run Eichhorn 7':02" Q4 (TD) 57yd pass from J. Weinreich Q4 (tpc) pass from J. Weinreich |                    |                        |

| Arbitro: | Walentynowicz |

| |           | |
| Pounds 4':59" Q3 (TD) 20yd pass from J. Weinreich Schuhmacher Q3 (pat) Pounds 8':55" Q4 (TD) 34yd pass from J. Weinreich Pounds 4':22" Q4 (TD) 98yd kickoff return Schuhmacher Q4 (pat) | Marcatori | Strahmann 13':55" Q1 (TD) 38yd pass from Sullivan Siemssen Q1 (pat) Regler 8':00" Q1 (TD) 38yd pass from Sullivan Regler 10':24" Q2 (TD) 11yd pass from Sullivan Rutsch Q2 (tpc) pass from Sullivan Mahoungou 3':05" Q2 (TD) 20yd pass from Sullivan Siemssen Q2 (pat) Siemssen 0':00" Q2 (FG) 43yd Sow 10':57" Q3 (TD) 23yd pass from Sullivan Siemssen Q3 (pat) Siemssen 4':38" Q4 (FG) 41yd |

| Arbitri: | Hamiko J. Poschlod T. Bruckner S. Richardson Scott N. Lakowitz A. Flaisch-J. |

| |           | |
| Becker 2':14" Q1 (saf) PAT return Geyer 14':02" Q2 (TD) 24yd pass from Gfeller Bronn Q2 (pat) Rofalski 9':22" Q2 (TD) 20yd pass from Gfeller Dabo 2':15" Q3 (saf) PAT return Steigerwald 1':51" Q4 (TD) 10yd pass from Gfeller | Marcatori | London 9':08" Q1 (TD) 19yd run Schuhmacher Q1 (pat) Pounds 2':14" Q1 (TD) 29yd pass from J. Weinreich Poetsch 1':37" Q1 (TD) 5yd pass from J. Weinreich Pounds 13':10" Q2 (TD) 62yd pass from J. Weinreich Pounds 3':41" Q2 (TD) 39yd pass from J. Weinreich Schuhmacher Q2 (tpc) rush Schiffer 2':15" Q3 (TD) 1yd run |

| Colonia 1º agosto 2021, ore 15:00 7ª giornata | Cologne Centurions | 33 – 31 (0-6 7-10 13-6 13-9) referto | Panthers Wrocław | Südstadion |
| London 7':09" Q2 ( TD ) 2yd run Schuhmacher Q2 ( pat ) Steffen 6':36" Q3 ( TD ) 20yd interception return Schuhmacher Q3 ( pat ) London 5':39" Q3 ( TD ) 35yd run London 7':18" Q4 ( TD ) 11yd run London 5':35" Q4 ( TD ) 2yd run Schuhmacher Q4 ( pat ) Marcatori Dziedzic 2':36" Q1 ( TD ) 14yd pass from O'Connor Herndon 3':37" Q2 ( TD ) 11yd run Pańczyszyn Q2 ( pat ) Bogdański 1':24" Q2 ( FG ) 41yd Banat 14':55" Q3 ( TD ) 12yd pass from O'Connor Bogdański 13':02" Q4 ( FG ) 30yd Herndon 3':34" Q4 ( TD ) 6yd run |                    | |                  |            |
| |                    | |                  |            |
| London 7':09" Q2 (TD) 2yd run Schuhmacher Q2 (pat) Steffen 6':36" Q3 (TD) 20yd interception return Schuhmacher Q3 (pat) London 5':39" Q3 (TD) 35yd run London 7':18" Q4 (TD) 11yd run London 5':35" Q4 (TD) 2yd run Schuhmacher Q4 (pat) | Marcatori          | Dziedzic 2':36" Q1 (TD) 14yd pass from O'Connor Herndon 3':37" Q2 (TD) 11yd run Pańczyszyn Q2 (pat) Bogdański 1':24" Q2 (FG) 41yd Banat 14':55" Q3 (TD) 12yd pass from O'Connor Bogdański 13':02" Q4 (FG) 30yd Herndon 3':34" Q4 (TD) 6yd run |                  |            |

| Arbitri: | Miras D. Clemence M. Exposito J. Fernandez A. Valverde J. Lanz A. Sourdrille Cobas |

| |           | |
| Torrededia 7':01" Q1 (TD) 4yd pass from Edwards Llinas Q1 (pat) Torrededia 3':10" Q1 (TD) 8yd pass from Edwards Jiménez 11':02" Q2 (TD) 7yd run Constant 2':19" Q2 (TD) 4yd run Llinas Q2 (pat) Bertellin 14':37" Q3 (TD) 78yd pass from Edwards Llinas Q3 (pat) Anca 12':12" Q4 (TD) 6yd pass from Edwards 4':04" Q4 (TD) 1yd run Llinas Q4 (pat) Jiménez 1':50" Q4 (TD) 11yd run Llinas Q4 (pat) Edwards 0':55" Q4 (TD) 41yd run Llinas Q4 (pat) | Marcatori | London 7':51" Q1 (TD) 5yd run Pounds 14':22" Q2 (TD) 57yd pass from J. Weinreich 11':36" Q3 (TD) 28yd run London 7':17" Q3 (TD) 1yd run London 4':34" Q3 (TD) 38yd run Schuhmacher Q3 (pat) Loercks 14':52" Q4 (TD) 6yd pass from J. Weinreich London 10':03" Q4 (TD) 5yd run London Q4 (tpc) Amadu 1':16" Q4 (TD) 61yd pass from J. Weinreich |

| Arbitro: | Denker |

| |           | |
| Lenhardt 14':10" Q1 (TD) 18yd pass from J. Weinreich Schuhmacher Q1 (pat) Team 1':55" Q1 (saf) punt blocked on the 0yd London 13':42" Q2 (TD) 4yd run Schuhmacher Q2 (pat) Ngovo 3':17" Q4 (TD) 5yd run Nowak Q4 (tpc) rush | Marcatori | Dablé-Wolf 10':13" Q1 (TD) 8yd pass from Birdsong Ulbrich Q1 (pat) Kitchens 9':50" Q1 (TD) 4yd pass from Birdsong Doroshev 0':01" Q2 (TD) 2yd pass from Birdsong Ulbrich Q2 (pat) Aguemon 5':44" Q3 (TD) 40yd run C. Roemer 3':00" Q3 (TD) 20yd pass from Birdsong Awini Q3 (tpc) pass from Birdsong Awini 14':37" Q4 (TD) 48yd pass from Birdsong Aguemon Q4 (tpc) rush |

| Colonia 29 agosto 2021, ore 17:15 11ª giornata | Cologne Centurions | 19 – 9 (0-3 6-6 7-0 6-0) referto                                           | Stuttgart Surge | Ostkampfbahn (333 spett.) |
| J. Weinreich 1':55" Q2 ( TD ) 1yd run London 9':14" Q3 ( TD ) 9yd pass from J. Weinreich Schuhmacher Q3 ( pat ) London 10':21" Q4 ( TD ) 40yd run Marcatori Müller 9':53" Q1 ( FG ) 31yd Steigerwald 5':26" Q2 ( TD ) 25yd pass from Ellis |                    |                                                                            |                 |                           |
| |                    |                                                                            |                 |                           |
| J. Weinreich 1':55" Q2 (TD) 1yd run London 9':14" Q3 (TD) 9yd pass from J. Weinreich Schuhmacher Q3 (pat) London 10':21" Q4 (TD) 40yd run                                                                                                  | Marcatori          | Müller 9':53" Q1 (FG) 31yd Steigerwald 5':26" Q2 (TD) 25yd pass from Ellis |                 |                           |

| Arbitri: | Hamiko J. Poschlod M. Burzec M. Exposito A. Gurbiersch C. Beckmann H. Romanczyk |

| |           |                                                         |
| Adams 9':24" Q1 (TD) 3yd run Johannknecht 1':24" Q1 (TD) 1yd run Siemssen Q1 (pat) Strahmann 9':48" Q2 (TD) 15yd pass from Johannknecht Schön 0':19" Q2 (TD) 8yd pass from Johannknecht Siemssen 6':05" Q3 (TD) 6yd pass from Johannknecht Schwarz Q3 (pat) Rodney 14':04" Q4 (TD) 11yd pass from Johannknecht Schwarz Q4 (pat) Rodney 9':45" Q4 (TD) 99yd kickoff return | Marcatori | An. Frisch 10':00" Q4 (TD) 3yd run Schuhmacher Q4 (pat) |

### Playoff
| Arbitri: | Walentynowicz J. Poschlod E. Walentynowicz Pachulski Simon Hameder A. Sourdrille |

| |           |                               |
| Mwamba 13':30" Q1 (TD) 16yd pass from Sullivan Adams Q1 (tpc) rush Schwarz 2':44" Q1 (TD) 1yd pass from Sullivan Schwarz 4':30" Q2 (TD) 24yd pass from Sullivan Schwarz Q4 (pat) Mahoungou 0':20" Q2 (TD) 39yd pass from Sullivan Rutsch 3':15" Q3 (TD) 55yd pass from Sullivan Schwarz 12':39" Q4 (FG) 25yd | Marcatori | London 8':45" Q4 (TD) 3yd run |

## Statistiche di squadra
| Competizione | %Vittorie | In casa | In casa | In casa | In casa | In casa | In casa | In trasferta | In trasferta | In trasferta | In trasferta | In trasferta | In trasferta | Totale | Totale | Totale | Totale | Totale | Totale |
| Competizione | %Vittorie | G       | V       | N       | P       | Pf      | Ps      | G            | V            | N            | P            | Pf           | Ps           | G      | V      | N      | P      | Pf     | Ps     |
| ------------ | --------- | ------- | ------- | ------- | ------- | ------- | ------- | ------------ | ------------ | ------------ | ------------ | ------------ | ------------ | ------ | ------ | ------ | ------ | ------ | ------ |
| Campionato   | .500      | 5       | 3       | 0       | 2       | 136     | 135     | 5            | 1            | 0            | 4            | 184          | 230          | 10     | 5      | 0      | 5      | 320    | 365    |
| Playoff      | .000      | 0       | 0       | 0       | 0       | 0       | 0       | 1            | 0            | 0            | 1            | 6            | 36           | 1      | 0      | 0      | 1      | 6      | 36     |
| Totale       | .455      | 5       | 3       | 0       | 2       | 136     | 135     | 6            | 2            | 0            | 4            | 75           | 266          | 11     | 5      | 0      | 6      | 326    | 401    |

## Statistiche personali

### Marcatori
| Giocatore    | Ruolo | TD rush | TD recv | TD int | TD p.ret | TD k.ret | TD oth | Xp1 | Xp2 | FG  | Saf | Totale |
| ------------ | ----- | ------- | ------- | ------ | -------- | -------- | ------ | --- | --- | --- | --- | ------ |
| London       |       | 22+1    | 1+0     | 0+0    | 0+0      | 0+0      | 0+0    | 0+0 | 1+0 | 0+0 | 0+0 | 146    |
| Pounds       |       | 0       | 8       | 0      | 0        | 1        | 0      | 0   | 0   | 0   | 0   | 54     |
| Schuhmacher  |       | 0       | 0       | 0      | 0        | 0        | 0      | 21  | 1   | 0   | 0   | 23     |
| J. Weinreich |       | 3       | 0       | 0      | 0        | 0        | 0      | 0   | 1   | 0   | 0   | 20     |
| Aarass       |       | 0       | 1       | 0      | 0        | 0        | 1      | 0   | 0   | 0   | 0   | 12     |
| Poetsch      |       | 1       | 1       | 0      | 0        | 0        | 0      | 0   | 0   | 0   | 0   | 12     |
| Ezeala       |       | 0       | 1       | 0      | 0        | 0        | 0      | 1   | 0   | 0   | 0   | 7      |
| Amadu        |       | 0       | 1       | 0      | 0        | 0        | 0      | 0   | 0   | 0   | 0   | 6      |
| Eichhorn     |       | 0       | 1       | 0      | 0        | 0        | 0      | 0   | 0   | 0   | 0   | 6      |
| An. Frisch   |       | 1       | 0       | 0      | 0        | 0        | 0      | 0   | 0   | 0   | 0   | 6      |
| Lenhardt     |       | 0       | 1       | 0      | 0        | 0        | 0      | 0   | 0   | 0   | 0   | 6      |
| Loercks      |       | 0       | 1       | 0      | 0        | 0        | 0      | 0   | 0   | 0   | 0   | 6      |
| Ngovo        |       | 1       | 0       | 0      | 0        | 0        | 0      | 0   | 0   | 0   | 0   | 6      |
| Schiffer     |       | 1       | 0       | 0      | 0        | 0        | 0      | 0   | 0   | 0   | 0   | 6      |
| Steffen      |       | 0       | 0       | 1      | 0        | 0        | 0      | 0   | 0   | 0   | 0   | 6      |
| Nowak        |       | 0       | 0       | 0      | 0        | 0        | 0      | 0   | 1   | 0   | 0   | 2      |
| Team         |       | 0       | 0       | 0      | 0        | 0        | 0      | 0   | 0   | 0   | 1   | 2      |

### Passer rating
| Giocatore    | G   | Att    | Comp   | Int | Yds      | TD   | NFL   | NCAA   |
| ------------ | --- | ------ | ------ | --- | -------- | ---- | ----- | ------ |
| J. Weinreich | 9+1 | 221+21 | 126+10 | 4+1 | 1638+120 | 16+0 | 92,61 | 134,91 |
| Al. Frisch   | 1+1 | 10+7   | 4+1    | 1+1 | 67+2     | 0+0  | 4,41  | 39,98  |
| Nowak        | 2   | 11     | 3      | 1   | 27       | 0    | 1,70  | 29,71  |
| Farley       | 1   | 11     | 3      | 3   | 51       | 0    | 6,82  | 11,67  |
| Team         | 2+1 | 0+0    | 0+0    | 0+0 | -50-14   | 0+0  |       |        |